# Пернитриды

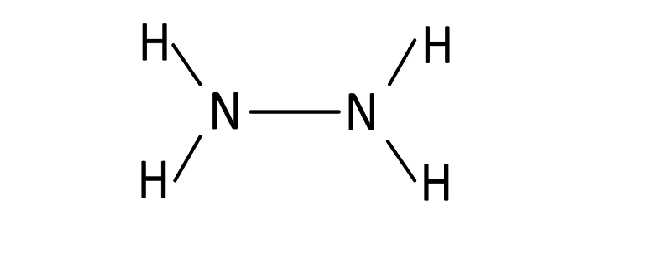
Молекула гидразина

Пернитриды — химические соединения перекисного типа, в состав которых входят атомы азота, связанные между собой химической связью (N-N)4-.
Простейшим пернитридом является гидразин — пернитрид водорода с формулой N2H4. В нормальных условиях это токсичная гигроскопическая жидкость с резким удушливым запахом.
Также к пернитридам относят азиды металлов — соединения, содержащие одну или несколько групп —N3.

## Применение
Пернитрид рения способен проводить электрический ток, поэтому его планируют использовать для создания контактов или иных элементов микросхем. Также материал может стать основой для элементов космических аппаратов, которые подвергаются огромным нагрузкам в экстремальных условиях.
Пернитриды могут использоваться для поверхностного упрочнения деталей машин и механизмов.